# Rochelle Hudson
Rochelle Hudson (ur. 6 marca 1916 w Oklahoma City, zm. 17 stycznia 1972) – amerykańska aktorka filmowa i głosowa.

## Filmografia
głosy
- 1930: Sinkin' in the Bathtub jako Honey
- 1931: Ups 'n Downs jako Honey
- 1932: Bosko and Honey jako Honey
- 1938: Little ol' Bosko in Bagdad jako Honey

film
- 1931: Laugh and Get Rich jako Panna Joan
- 1934: Imitacja życia jako Jessie Pullman w wieku 18 lat
- 1935: Nędznicy jako Cosette
- 1937: That I May Live jako Irene Howard
- 1942: Królowa Broadwayu jako Sherry Baker
- 1955: Buntownik bez powodu jako Matka Judy
- 1967: Dr. Terror's Gallery of Horrors jako Helen Spalding

## Wyróżnienia
Posiada swoją gwiazdę na Hollywoodzkiej Alei Gwiazd.